# Adoretus atiqi
Adoretus atiqi är en skalbaggsart som beskrevs av Abdullah och Roohi 1968. Adoretus atiqi ingår i släktet Adoretus och familjen Rutelidae. Inga underarter finns listade i Catalogue of Life.